# ریکاردو سندرا
ریکاردو سندرا (انگلیسی: Ricardo Sendra؛ زادهٔ ۴ اکتبر ۱۹۸۷) بازیکن فوتبال اهل آرژانتین است.